# 马尔拉虫纲
马尔拉虫纲（学名：Marrellomorpha）是生存在寒武纪至泥盆纪的节肢动物。特征有身体柔软，背甲形状呈星形或圆盾形，躯干瘦弱，附肢细长等等。由于缺少矿化的硬质部分，从而限制了它们的化石分布，因此仅在化石特异埋藏地区分布。